# Болбечино (Могилёвская область)
Болбе́чино (бел. Балбечына) — деревня в составе Добровского сельсовета Горецкого района Могилёвской области Белоруссии.
 Переименована 22 июня 2012 года, прежнее название — Балбечено.

## Население
- 1999 год — 72 человека
- 2010 год — 60 человек